# Endowment
Uma endowment (fundo patrimonial) é uma estrutura legal para administrar e em muitos casos perpetuar indefinidamente, um conjunto de investimentos financeiros, imobiliários ou outros para um propósito específico de acordo com a vontade de seus fundadores e doadores. As dotações geralmente são estruturadas de modo que o valor principal ou "corpus" ajustado pela inflação seja mantido intacto, enquanto uma parte do fundo pode ser (e em alguns casos deve ser) gasta a cada ano, utilizando uma política de gastos prudente.

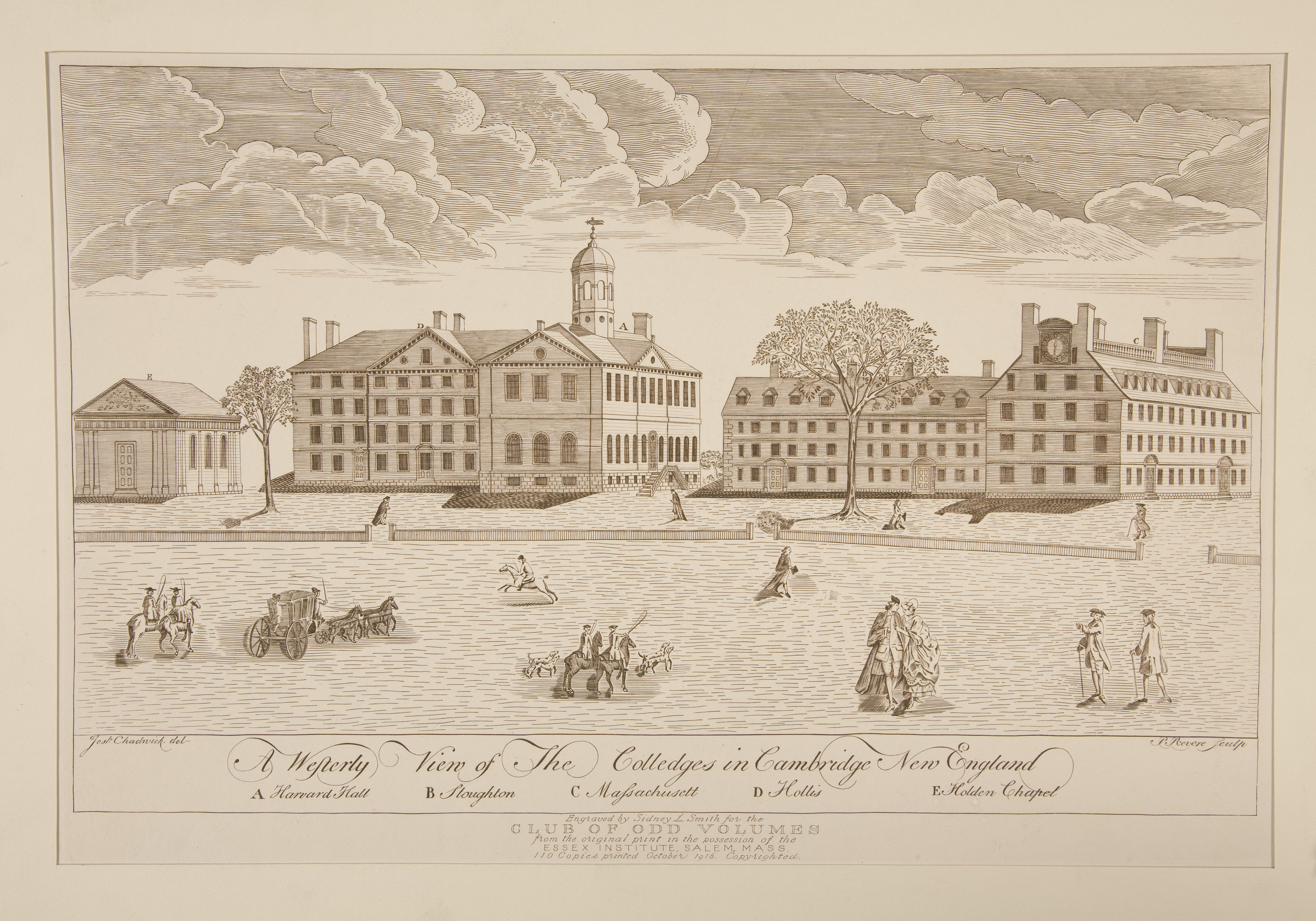
Gravura do Harvard College por Paul Revere, 1767. O endowment da Universidade de Harvard foi avaliada em US $ 53,2 bilhões.

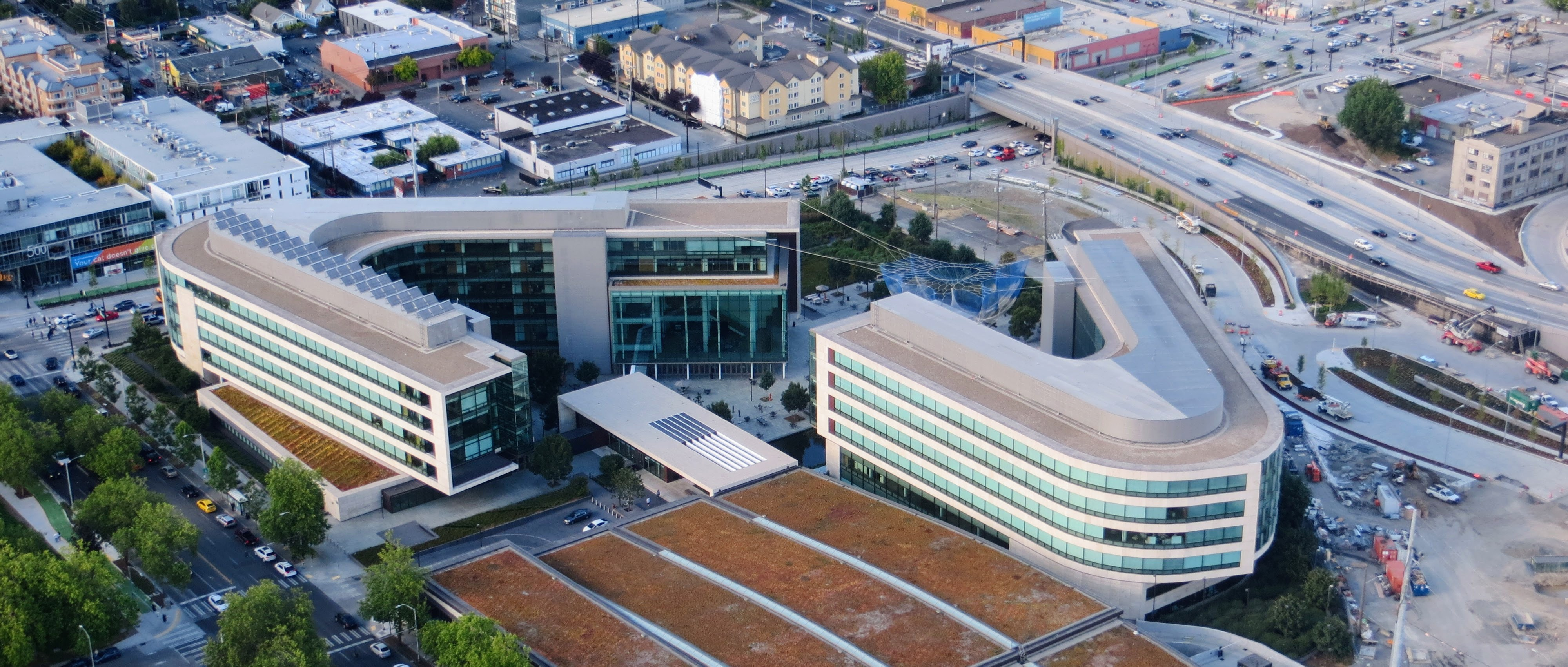
O complexo da sede da Fundação Bill e Melinda Gates em Seattle, visto do Space Needle

As doações geralmente são governadas e gerenciadas como uma corporação sem fins lucrativos, uma fundação de caridade ou uma fundação privada que, embora sirva a uma boa causa, pode não se qualificar como uma instituição de caridade pública. Em algumas jurisdições, é comum que os fundos dotados sejam estabelecidos como um truste independente das organizações e das causas que a doação deve servir. As instituições que geralmente administram doações incluem instituições acadêmicas (por exemplo, faculdades, universidades e escolas particulares); instituições culturais (por exemplo, museus, bibliotecas e teatros); organizações de serviços (por exemplo, hospitais, casas de repouso; a Cruz Vermelha); e organizações religiosas (por exemplo, igrejas, sinagogas, mesquitas).
As doações privadas são algumas das entidades mais ricas do mundo, notadamente as doações privadas de ensino superior. A doação da Universidade de Harvard (avaliada em US$ 53,2 bilhões em junho de 2021) é o maior endowment acadêmico do mundo. A Fundação Bill e Melinda Gates é uma das fundações privadas mais ricas em 2019, com endowment de US$ 46,8 bilhões em dezembro de 2018.

## Endowments educacionais no Brasil
No Brasil, o modelo de fundos patrimoniais tem ganhado espaço, especialmente no setor educacional, a partir da regulamentação do tema pela Lei nº 13.800/2019, que criou o marco legal dos fundos patrimoniais filantrópicos no país.
Diversas instituições de ensino superior têm adotado esse modelo com o objetivo de garantir maior sustentabilidade financeira a longo prazo, formando fundos permanentes com doações de ex-alunos, empresas e cidadãos, cujos rendimentos são utilizados no apoio a projetos educacionais, científicos e culturais.
Entre os exemplos brasileiros, destaca-se o Fundo Patrimonial Amigos da Escola Paulista, criado em 2019 por ex-alunos e professores da Escola Paulista de Medicina da Universidade Federal de São Paulo (Unifesp). A iniciativa apoia atividades acadêmicas, científicas e de assistência estudantil, tendo financiado projetos como construção de sala de estudo, fianciamento de bolsas de língua estrangeira, construção simuladores de atividade cardíaca para ensino prático e implementação de plataforma digital de ensino médico.
Outros exemplos relevantes incluem o Endowment Amigos da Poli, da Escola Politécnica da Universidade de São Paulo, formalizado em 2011, com foco em preparar os alunos para o mercado de trabalho e investir em projetos de impacto; o fundo Sempre Sanfran da Faculdade de Direito da USP, criado em 2022; e outras instituições que passaram a estruturar fundos patrimoniais após a nova legislação.
Essas iniciativas representam um avanço na cultura de filantropia e investimento social privado no Brasil, com foco na perenidade e no fortalecimento das instituições públicas de ensino.